# Boholte
Boholte er en bydel i det sydvestlige Køge på Østsjælland i Boholte Sogn. 
Den store moderne kirke Boholte Kirke, indviet 1. søndag i advent 1981, er beliggende i den sydlige del af bydelen.
|  | Denne artikel om lokaliteten Boholte kan blive bedre, hvis der indsættes et (bedre) billede. Du kan hjælpe ved at afsøge Wikimedia Commons for et passende billede eller lægge et op på Wikimedia Commons med en af de tilladte licenser og indsætte det i artiklen. |

55°26′51.297″N 12°9′47.7238″Ø / 55.44758250°N 12.163256611°Ø